# باشکائوس
باشکائوس (به لاتین: Bashkaus) یک رود در روسیه است که در جمهوری آلتای واقع شده‌است.